# Pastena
Pastena är en stad och kommun i provinsen Frosinone i den italienska regionen Lazio. Staden grundades på 1200-talet e.Kr. Pastena är känt för sina grottor, vilka upptäcktes av Carlo Franchetti år 1926.
Församlingskyrkan i Pastena heter Santa Maria Maggiore.